# نهائي كأس رابطة الأندية الإنجليزية المحترفة 1970
نهائي كأس رابطة الأندية الإنجليزية المحترفة 1970 هي المباراة النهائية من منافسة كأس رابطة الأندية الإنجليزية المحترفة 1969–70، أقيمت المباراة في 7 مارس 1970، في ملعب ويمبلي، بين فريقي مانشستر سيتي، ووست بروميتش ألبيون، وفاز فيها مانشستر سيتي، بعد أن هزم وست بروميتش ألبيون، بنتيجة 2 - 1.

## تفاصيل المباراة
لعبت المباراة النهائية في 7 مارس 1970.
| مانشستر سيتي | 2 -1 | وست بروميتش ألبيون |
| ------------ | ---- | ------------------ |
|              |      |                    |